# Eunausibius
Eunausibius es un género de coleóptero de la familia Silvanidae.

## Especies
Las especies de este género son:
- Eunausibius elongatus Grouvelle
- Eunausibius lophius Parsons
- Eunausibius salutaris Parsons
- Eunausibius tenebrionoides Grouvelle
- Eunausibius wheeleri Schwarz & Barber